# Met Him Last Night
Met Him Last Night è un singolo della cantante statunitense Demi Lovato, pubblicato il 13 aprile 2021 come quarto estratto dal settimo album in studio Dancing with the Devil... the Art of Starting Over.

## Descrizione
Met Him Last Night, descritto da Vulture come un brano R&B, vede la partecipazione della cantante statunitense Ariana Grande ed è stato scritto da quest'ultima con Abert Stanaj, Thomas Lee Brown e Courageous Xavier Herrera, mentre la produzione è stata affidata a questi ultimi due, in arte rispettivamente Tommy Brown e Xavi.

## Formazione
Musicisti
- Demi Lovato – voce
- Ariana Grande – voce aggiuntiva
- Peter Lee – strumenti ad arco

Produzione
- Tommy Brown – produzione
- Xavy – produzione
- Mitch Allan – produzione vocale
- Billy Hickey – registrazione
- Șerban Ghenea – missaggio
- John Hanes – ingegneria del suono
- Chris Gehringer – mastering

## Tracce
Testi e musiche di Ariana Grande, Albert Stanaj, Tommy Brown e Courageous Xavier Herrera.
1. Met Him Last Night (feat. Ariana Grande) – 3:24

## Classifiche
| Classifica (2021) | Posizione massima |
| ----------------- | ----------------- |
| Belgio (Fiandre)  | 83                |
| Canada            | 48                |
| Grecia            | 36                |
| Irlanda           | 32                |
| Lituania          | 66                |
| Norvegia          | 39                |
| Portogallo        | 42                |
| Regno Unito       | 44                |
| Slovacchia        | 80                |
| Stati Uniti       | 61                |
| Svizzera          | 88                |

## Date di pubblicazione
| Paese                 | Data           | Formato                | Etichetta        | Nota   |
| --------------------- | -------------- | ---------------------- | ---------------- | ------ |
| Mondo                 | 1º aprile 2021 | Streaming              | Island           | [ 11 ] |
| Stati Uniti d'America | 13 aprile 2021 | Contemporary hit radio | Island, Republic | [ 3 ]  |